# Triphaenopsis jezoensis
Triphaenopsis jezoensis là một loài bướm đêm trong họ Noctuidae.